# Tepe-Fullol-Schatz
Koordinaten: 36° 11′ 0″ N, 69° 19′ 0″ O

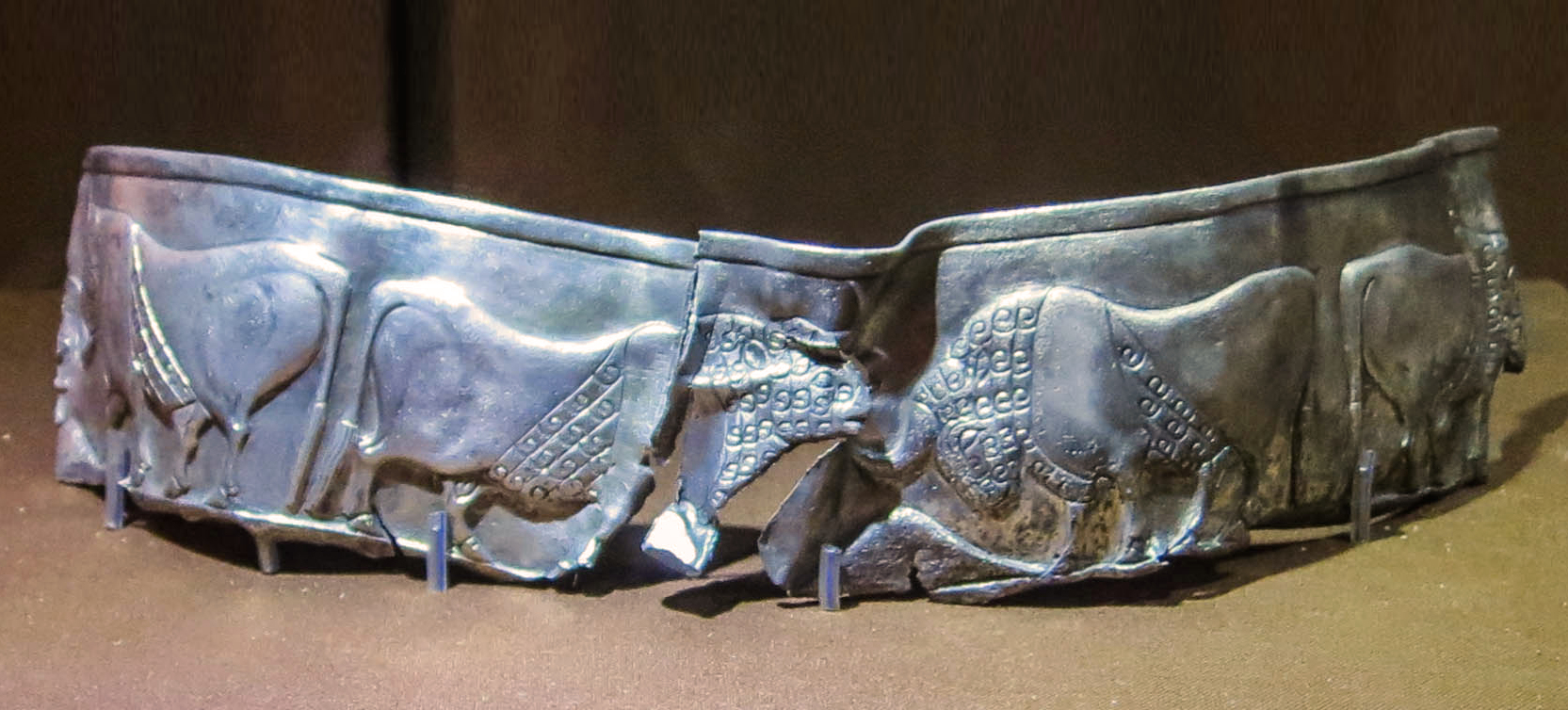
Fragment einer Schale

Der Tepe-Fullol-Schatz ist eine Sammlung von bronzezeitlichen Metallgefäßen. Es handelt sich um verschiedene Gold- und Silbergefäße, meist Schalen.
Die Gefäße sind in den Zeitraum von 2200 bis 1900 v. Chr. zu datieren.
Sie sind mit flachen Reliefs dekoriert, zeigen geometrische Muster und viele Tierdarstellungen, vor allem von Rindern. Auf einer Schale erscheint ein Wildschwein neben einem Baum. Auf einem Fragment sieht man einen Vogel zwischen zwei Schlangen. Stilistisch ähnelt vor allem die Darstellung eines Stierkopfes solchen Abbildungen aus Mesopotamien und dem Iran.
Die Bauern, die den Schatz am 5. Juli 1966 zufällig bei Tepe Fullol (auch Khush Tepe) im Norden Afghanistans entdeckten, hackten die Gefäße in etwa gleich große Teile, um die Beute gerecht zu verteilen. Örtliche Beamte erfuhren von dem Schatz, griffen ein und konnten fünf Gold- und sieben Silbergefäße sowie einige Metallfragmente sicherstellen, die dem Nationalmuseum in Kabul übergeben wurden. Die Oasenkultur, der die Gefäße zuzurechnen sind, wurde erst nach in den 1970er Jahren erforscht.